# Paz de Nísibis (299)
A Paz de Nísibis foi um tratado de paz que colocou um final à guerra entre o Império Romano e o Império Sassânida em 299. Assinado em Nísibis (hoje Nuçaibim, na Turquia), refletia a vitória romana na guerra que enfrentou os imperadores da tetrarquia (em especial, Diocleciano e Galério) contra Narses da Pérsia.[carece de fontes?]
As condições em que se assinou a paz de Nísibis foram duras para o império persa: este devia ceder terreno a Roma, convertendo o rio Tigre na fronteira entre ambos. Além disso, a Arménia voltaria a ficar sob controlo romano, com o forte de Ziata como fronteira e o Reino da Ibéria passaria igualmente para a esfera de Roma. Nísibis, cidade sob controlo romano, converter-se-ia no único trajeto para o comércio entre os dois impérios, e Roma controlaria também as cinco satrapias entre o Tigre e a Arménia. Dentro destas regiões ficava o passo do Tigre através do Antitauro, o passo de Bitlisse (a rota mais rápida em direção ao sul para a Arménia persa) e o acesso ao planalto de Tur Abdim. 
Com estes territórios Roma contava com um posto avançado a norte de Ctesifonte e poderia atrasar qualquer futuro ataque persa na região. Tiridates III também recuperava o trono arménio, e Roma assegurava uma ampla zona de influência cultural na região. O facto de o império ter sido capaz de manter um esforço de guerra tão constante em tantas frentes foi visto como sinal da eficácia do sistema de Diocleciano, bem como da boa aceitação que o seu governo tinha entre o exército.
A paz foi mantida durante algumas décadas, até ao surgimento de Sapor II na década de 330.